# Mialo Mwape
Mialo Mwape (30 dicembre 1951) è un ex calciatore della Repubblica Democratica del Congo, di ruolo difensore.

## Carriera
Insieme alla Nazionale di calcio della Repubblica Democratica del Congo partecipò, come riserva, al campionato del mondo 1974 senza scendere mai in campo.